# Pilocarpus grandiflorus
Pilocarpus grandiflorus är en vinruteväxtart som beskrevs av Adolf Engler. Pilocarpus grandiflorus ingår i släktet Pilocarpus och familjen vinruteväxter. Utöver nominatformen finns också underarten P. g. recurvus.